# Carolina Uccelli
Carolina Uccelli, rozená Pazzini, (1810? Florencie – 1885? Paříž) byla italská klavíristka a skladatelka.

## Život
Narodila se ve Florencii a již ve svých dvaceti letech debutovala sakrální operou Saul na vlastní libreto v divadle Teatro della Pergola 21. června 1830. Další její opera, Anna di Resburo, byla uvedena v roce 1832 v Neapoli v divadle Teatro San Carlo. Byla důvernou přítelkyní skladatele Gioacchina Rossiniho. Jejím manželem byl Philip Bird, slavný lékař a profesor na univerzitě v Pise. V roce 1843 zemřel a Carolina se i se svou dcerou odstěhovala do Paříže. Obě ženy podnikaly koncertní turné po Belgii, Nizozemsku a Švýcarsku. Zemřela v Paříži v roce 1885.

## Dílo
- Saul (opera, 1830 Florencie, Teatro della Pergola)
- Anna di Resburgo (opera, 1832 Neapol, Teatro San Carlo)
- Eufemio da Messina (opera, za života skladatelky neprovedena; v roce 1933 v Miláně uvedena předehra)
- Sulla morte di Maria Malibran (kantáta pro sbor a orchestr)
- Sinfonia composta
- Quattro ariette e due cavatine